# Mark Cavendish
Sir Mark Simon Cavendish MBE (Douglas, 21 mei 1985) is een Manx voormalig baan- en wegwielrenner. Zijn wielercarrière telt 166 overwinningen - voornamelijk als sprinter - met onder meer Milaan-San Remo in 2009, het WK op de weg in 2011, drie etappes in de Ronde van Spanje, zeventien etappes in de Ronde van Italië en een recordaantal van vijfendertig etappes in de Ronde van Frankrijk. 

## Carrière
Cavendish werd profwielrenner in 2005. Voordien haalde hij tal van overwinningen in de jeugdcategorieën van het baanwielrennen. In 2005, 2008 en 2016 werd hij wereldkampioen ploegkoers op de baan. Hij deed dit in 2005 gekoppeld aan Robert Hayles, in 2008 en 2016 gekoppeld aan Bradley Wiggins.

### 2007: T-Mobile Team
In 2007 won Cavendish de Scheldeprijs, door favorieten zoals Robbie McEwen en Graeme Brown te verslaan. Ook schreef hij in diverse etappekoersen ritten op zijn naam.

### 2008–2011: Team HTC-Columbia
In 2008 bemachtigde hij zijn status van topsprinter door in de Ronde van Italië twee etappes te winnen en in de Tour de France vier etappes, allemaal massasprints. Hij reed de Tour echter niet uit en stapte voor de vijftiende etappe, de eerste Alpenetappe, uit de wedstrijd. Op de Olympische Spelen in Peking kwam hij uit voor Groot-Brittannië op de wielerbaan. Hij reed samen met Bradley Wiggins op het onderdeel Men's Madison, waarin ze op de negende plaats eindigden.
In 2009 won Cavendish de klassieker Milaan-San Remo. Hij overleefde de beklimmingen van de Cipressa en de Poggio, haalde in extremis Haussler terug en klopte hem op de streep. In de Ronde van Italië, later dat jaar, won hij met zijn ploeg Team Columbia de eerste etappe, een ploegentijdrit; Cavendish startte in de tweede etappe in de roze trui. Hij won ook drie massasprints in diezelfde Ronde van Italië.
In de Ronde van Frankrijk 2009 slaagde Cavendish erin zes etappes te winnen, waaronder de slotetappe op de Champs-Élysées. De laatste keer dat een wielrenner zoveel etappes won in één Ronde van Frankrijk, was in 1979, toen Bernard Hinault zeven etappes op zijn naam wist te schrijven. Cavendish slaagde er ondanks zijn successen echter niet in het puntenklassement op zijn naam te schrijven.
Tijdens de Ronde van Frankrijk 2010 kwam Cavendish aanvankelijk moeilijk op gang, maar later herpakte hij zich en wist vijf etappes op zijn naam te schrijven. Voor het tweede jaar op rij won Cavendish ook op de Champs-Élysées. Hij kwam echter andermaal tekort voor de groene trui, die hij moest laten aan Alessandro Petacchi.
In de Ronde van Spanje 2010 won Cavendish met zijn ploeg Team HTC-Columbia de eerste etappe, een ploegentijdrit van 13 kilometer. Daardoor mocht hij na de roze trui in de Giro van 2009 nu ook de rode leiderstrui van de Vuelta aantrekken, en behoort hij tevens tot het kransje renners met etappezeges in de drie Grote Rondes. Ook de 12e, de 13e en de 18e etappe sloot Cavendish winnend af. Hij reed een groot deel van de Vuelta in de groene trui van het puntenklassement en schreef deze uiteindelijk ook op zijn naam.
In 2011 kwam Cavendish, na drie etappes gewonnen te hebben in de Ronde van Italië, terug aan de start van de Ronde van Frankrijk. Net als een jaar eerder won hij hier vijf etappes, waarmee hij samen met Eddy Merckx de enige renner werd die vier jaar op rij telkens vier of meer Touretappes wist te winnen. Cavendish, uitgegroeid tot de succesvolste sprinter ter wereld, bekroonde zijn Tour bovendien met het winnen van de groene trui. Hij profiteerde van een nieuw ingevoerd puntensysteem, met dagelijks maar één tussensprint die veel punten opleverde. Een maand later, in de Ronde van Spanje, stapte hij in de vierde etappe uit de wedstrijd zonder een etappe gewonnen te hebben.
Op 25 september 2011 won Cavendish in Kopenhagen de wereldtitel op de weg door in een massasprint Matthew Goss en André Greipel te verslaan. Hij was de tweede Britse wereldkampioen op de weg, na Tom Simpson in 1965.

### 2012: Sky ProCycling
Na 2011 verdween de ploeg HTC-High Road uit het peloton. Tijdens het seizoen 2012 reed Cavendish voor de Britse formatie Team Sky. Als wereldkampioen reed hij een groot deel van het seizoen in de regenboogtrui. Zowel tijdens de Ronde van Italië als tijdens de Ronde van Frankrijk, die werd gewonnen door ploeggenoot Bradley Wiggins, wist Cavendish drie etappes te winnen. Voor de vierde keer op rij werd hij ook winnaar van de slotetappe in Parijs, een absoluut record.
Het grote doel van Cavendish in 2012 was het behalen van olympisch goud op de Olympische Spelen in Londen. Dit mislukte; de Britse ploeg was niet bij machte een omvangrijke kopgroep terug te halen en Cavendish eindigde als 29e. Na het seizoen 2012 verruilde Cavendish Team Sky voor Omega Pharma-Quickstep, omdat de ploeg van Team Sky vooral gericht was op het ondersteunen van klassementsrenners als Bradley Wiggins en Chris Froome, wat ten koste ging van de ondersteuning van de sprinters.

### 2013–2014: Omega Pharma-Quick-Step
In 2013 behaalde Cavendish vijf etappezeges in de Ronde van Italië, waarmee hij de mijlpaal van honderd professionele overwinningen overschreed. Hij won in die Giro uiteindelijk ook het puntenklassement, waarmee hij na de Vuelta en de Tour alle puntenklassementen in de drie Grote Ronde gewonnen heeft. Datzelfde jaar won hij ook het Brits kampioenschap wielrennen op de weg. In de Ronde van Frankrijk won hij de vijfde en de dertiende etappe. Deze twee overwinningen brachten hem in totaal op 25 etappeoverwinningen in de Ronde van Frankrijk.
In 2014 won Cavendish onder andere twee etappes in de Ronde van Californië en vier etappes in de Ronde van Turkije. In de Ronde van Frankrijk had hij zijn zinnen gezet op de eerste drie etappes, die verreden werden op Britse bodem. De eerste etappe bood Cavendish de unieke kans om voor eigen volk de gele trui te veroveren. Bij een valpartij liep hij echter een schouderblessure op en kon daardoor in de tweede etappe niet meer van start gaan. Het werd de eerste Tour in zeven jaar zonder een ritzege van Cavendish.

### 2015: Etixx-Quick Step
In de Ronde van Frankrijk van 2015 kreeg Cavendish hevige concurrentie van collega-sprinter André Greipel. De Duitser wist vier Touretappes te winnen, terwijl Cavendish alleen de zevende etappe won. Sinds 2016 rijdt Cavendish bij de Zuid-Afrikaanse ploeg Team Dimension Data. Voor deze ploeg won hij in 2016 onder andere de Ronde van Qatar. Ook schreef hij de openingsetappe van de Ronde van Frankrijk 2016 op zijn naam, waardoor Cavendish voor het eerst in zijn loopbaan de gele trui mocht dragen. Cavendish won in totaal vier etappes in de Tour van 2016. Na de tweede rustdag verliet hij de Tour om zich voor te bereiden op de Olympische Spelen in Rio de Janeiro, waar hij op de baan zal uitkomen.

### 2016–2019: Team Dimension Data
In 2016 behaalde Cavendish een olympische medaille. In het omnium eindigde hij op de tweede plaats, achter de Italiaan Elia Viviani. Tijdens de puntenkoers, het laatste onderdeel van het omnium, veroorzaakte Cavendish een zware valpartij waarbij onder andere Park Sang-hoon en Viviani ten val kwamen. Zijn manoeuvre bleef echter onbestraft, waardoor Cavendish voor het eerst in zijn carrière op het olympisch podium stond.
Cavendish kwam in 2017 wederom ten val, ditmaal in de laatste drie kilometer van etappe 4 van de Ronde van Frankrijk. Hij vloog in de dranghekken tijdens de eindsprint door een elleboogstoot van Peter Sagan en brak hierbij zijn schouder. Sagan werd als bestraffing uit de Tour gezet.
Na een overwinning in de Dubai Tour in 2018 liep de Brit een whiplash en een hersenschudding op na een val in de Abu Dhabi Tour. Ook de Tirreno-Adriatico verliep niet zonder een valpartij. Al op de eerste dag kwam Cavendish ten val in de ploegentijdrit waarna hij er bijna drie weken uitlag. Ook in Milaan-San Remo kwam hij in de slotfase ten val, dit na een aanrijding met een verkeerseiland.
Later op het jaar werd er een Epstein-Barrvirus bij Cavendish besmetting vastgesteld. Het virus veroorzaakt onder andere de ziekte van Pfeiffer, ook bekend als klierkoorts. Dit bracht zijn ploeg Dimension Data naar buiten.

### 2020: Bahrain McLaren
In een wielerjaar dat hevig verstoord werd door de coronapandemie werden er heel weinig koersen verreden. Cavendish kon daardoor in het seizoen van 2020 nauwelijks tonen wat hij nog waard was of wat hij kon doen als helper. Vanwege zijn leeftijd van 35 jaar was het ook moeilijk om nog ergens een contract te verkrijgen en ook bij zijn huidige werkgever Bahrain-McLaren werd zijn contract niet verlengd. Bij zijn laatste wedstrijd voor Bahrein Mclaren, Gent-Wevelgem 2020, sprong Cavendish mee met de vluchters die dag om zich zo nog eens in beeld te tonen. Na de finish vertelde hij in tranen: "Dit is misschien de laatste koers uit mijn carrière." In december tekende hij toch nog een eenjarig contract bij Deceuninck–Quick-Step. In de Ronde van Turkije wist hij zijn eerste overwinningen in drie jaar tijd te veroveren: hij won er onder meer de tweede, derde, vierde en zevende rit.

### 2021: Deceuninck–Quick-Step
Met Deceuninck–Quick-Step startte de inmiddels 36-jarige Cavendish aan de Ronde van Frankrijk 2021, als vervanger van de geblesseerde Sam Bennett. Hij won de eindsprint van de vierde etappe en veroverde daarmee weer een Groene Trui. Twee dagen later won hij voor de derde keer de massasprint in Châteauroux. Ook de tiende en dertiende etappe wist hij te winnen. Daarmee kwam zijn totaal aantal zeges in de Tour de France op 34, een evenaring van het record van Eddy Merckx.
Op de slotdag van de Zesdaagse van Vlaanderen-Gent kwam Cavendish hard ten val nadat er water gemorst was op het ovaal. De renner werd afgevoerd per ambulance. Hij bleek uiteindelijk een klaplong te hebben gehad en twee gebroken ribben.
Begin december tekende Cavendish voor één jaar bij bij Quick Step-Alpha Vinyl.

### 2022: Quick Step-Alpha Vinyl
In 2022 reed Cavendish zijn laatste seizoen bij het Belgische Quick Step-Alpha Vinyl. Hij won dat jaar onder andere Milaan-Turijn en de 3e etappe in de Ronde van Italië. Ook werd hij voor de tweede maal Brits kampioen op de weg. Lang bleef onduidelijk of Cavendish aan de Ronde van Frankrijk mocht deelnemen van de ploegleiding. Echter werd besloten dat Fabio Jakobsen de voorkeur kreeg boven Cavendish. Zodoende moest hij zijn droom uitstellen om het meeste etappezeges te behalen in de Ronde van Frankrijk. Na zijn vier zeges in 2021 staat hij op gelijke hoogte met baron Eddy Merckx. Aan het eind van het seizoen was echter nog niet duidelijk voor welke ploeg Cavendish zou koersen in 2023.

### 2023-2024: Astana Qazaqstan
Halverwege januari 2023 werd duidelijk dat Astana Qazaqstan Team de Britse kampioen een contract zou aanbieden voor één seizoen. Ploegleider Alexander Vinokourov wist te vertellen dat Cavendish gegarandeerd een plek zou krijgen in de Ronde van Frankrijk. Cavendish behaalde zijn eerste zege van het seizoen in de laatste etappe van de Ronde van Italië. Eerder op de tweede rustdag in Italië gaf hij aan aan het eind van het seizoen te stoppen als professioneel wielrenner. Een beslissing waar hij later op terugkwam.
In zijn vijftiende Ronde van Frankrijk in 2024 won de 39-jarige Cavendish op 3 juli de vijfde etappe in een sprint. Het was zijn vijfendertigste individuele tourzege, waarmee hij recordhouder werd van de meeste Tour-overwinningen. Eén meer dan de Belg Eddy Merckx. Cavendish reed zijn laatste Ronde van Frankrijk uit, hij eindigde op de laatste plaats in het eindklassement. Hij kreeg van de organisatie van de Tour nog een eerbetoon bij de prijsuitreiking, vanwege zijn recordaantal etappezeges. 
Op 10 november nam Cavendish afscheid van het professionele wielrennen in een criterium in Singapore, dat hij won in een sprint. 

## Palmares

### Baanwielrennen
| Jaar                            | BK                                | EK          | WK         | OS       | Overig                                                                                              |
| Junioren                        | Junioren                          | Junioren    | Junioren   | Junioren | Junioren                                                                                            |
| ------------------------------- | --------------------------------- | ----------- | ---------- | -------- | --------------------------------------------------------------------------------------------------- |
| 2001                            | puntenkoers · scratch             |             |            |          | |
| 2002                            |                                   |             |            |          | |
| 2003                            | km · sprint · scratch             |             |            |          | |
| Beloften                        |                                   |             |            |          | |
| 2004                            |                                   |             |            |          | UIV Cup: Bremen UIV Cup: München                                                                    |
| 2005                            |                                   | puntenkoers |            |          | |
| Elite                           |                                   |             |            |          | |
| 2004                            | ploegenachtervolging · ploegkoers |             |            |          | Revolution Series Manchester: · ploegkoers                                                          |
| 2005                            | ploegenachtervolging · scratch    |             | ploegkoers |          | WB Sydney: · ploegenachtervolging · ploegkoers · WB Manchester: · ploegenachtervolging · ploegkoers |
| 2006                            | ploegenachtervolging              |             |            |          | Commonwealth Games: · scratch · WB Sydney: · ploegkoers                                             |
| 2007                            |                                   |             |            |          | Revolution Series Manchester: · scratch · WB Peking: · ploegkoers                                   |
| 2008                            | ploegkoers                        |             | ploegkoers |          | |
| geen deelnames in 2009 en 2010. |                                   |             |            |          | |
| 2011                            |                                   |             |            |          | Revolution Series Manchester: · scratch                                                             |
| geen deelnames in 2012 en 2013. |                                   |             |            |          | |
| 2014                            |                                   |             |            |          | 6aagse Zürich                                                                                       |
| 2015                            |                                   |             |            |          | Revolution Series Derby: · ploegkoers                                                               |
| 2016                            |                                   |             | ploegkoers | omnium   | 6daagse Gent · Panevėžys Track Cup: · omnim                                                         |

### Wegwielrennen

#### Overwinningen
2005 - 2 zeges
5e etappe Ronde van Berlijn
2006 - 2 zeges
4e etappe Ronde van Thüringen
3e etappe Koers van de Olympische Solidariteit
 Puntenklassement Ronde van Groot-Brittannië
2007 - 11 zeges
Scheldeprijs
3e en 6e etappe Vierdaagse van Duinkerke
 Puntenklassement Vierdaagse van Duinkerke
2e en 6e etappe Ronde van Catalonië
4e etappe Ster Elektrotoer
6e etappe Ronde van Denemarken
 Puntenklassement Ronde van Denemarken
2e etappe ENECO Tour
 Puntenklassement ENECO Tour
Proloog en 1e etappe Ronde van Groot-Brittannië
 Puntenklassement Ronde van Groot-Brittannië
 Sprintklasselent Ronde van Groot-Brittannië
3e etappe Circuit Franco-Belge
 Jongerenklassement Circuit Franco-Belge
2008 - 17 zeges
2e etappe en etappe 3a Driedaagse van De Panne-Koksijde
 Puntenklassement Driedaagse van De Panne-Koksijde
Scheldeprijs
Proloog Ronde van Romandië
4e en 13e etappe Ronde van Italië
5e etappe Ster Elektrotoer
5e, 8e, 12e en 13e etappe Ronde van Frankrijk
1e, 2e en 3e etappe Ronde van Ierland
1e, 2e en 6e etappe Ronde van Missouri
 Puntenklassement Ronde van Missouri
2009 - 25 zeges
4e en 6e etappe Ronde van Qatar
4e en 5e etappe Ronde van Californië
 Puntenklassement Ronde van Californië
7e etappe Tirreno-Adriatico
Milaan-San Remo
2e etappe en etappe 3a Driedaagse van De Panne-Koksijde
 Puntenklassement Driedaagse van De Panne-Koksijde
3e etappe (TTT) Ronde van Romandië
1e (TTT) , 9e, 11e en 13e etappe Ronde van Italië
2e en 5e etappe Ronde van Zwitserland
2e, 3e, 10e, 11e, 19e en 21e etappe Ronde van Frankrijk
Ronde van Bochum
2e etappe Ronde van Ierland
1e en 2e etappe Ronde van Missouri
2010 - 12 zeges
1e etappe Ronde van Catalonië
2e etappe Ronde van Romandië
1e etappe Ronde van Californië
5e, 6e, 11e, 18e en 20e etappe Ronde van Frankrijk
1e (TTT), 12e, 13e en 18e etappe Ronde van Spanje
 Puntenklassement Ronde van Spanje
2011 - 16 zeges
6e etappe Ronde van Oman
Scheldeprijs
1e (TTT), 10e en 12e etappe Ronde van Italië
- 5e, 7e, 11e, 15e en 21e etappe Ronde van Frankrijk

 Puntenklassement Ronde van Frankrijk
London-Surrey Cycle Classic
1e etappe en etappe 8b Ronde van Groot-Brittannië
 Wereldkampioenschap op de weg elite in Kopenhagen
2012 - 15 zeges
3e en 5e etappe Ronde van Qatar
Kuurne-Brussel-Kuurne
2e etappe Tirreno-Adriatico
2e, 5e en 13e etappe Ronde van Italië
 Eindklassement Ster ZLM Toer
2e, 18e en 20e etappe Ronde van Frankrijk
6e etappe Ronde van Denemarken
3e, 4e en 8e etappe Ronde van Groot-Brittannië
2013 - 20 zeges
1e etappe Ronde van San Luis
3e, 4e, 5e en 6e etappe Ronde van Qatar
 Eindklassement Ronde van Qatar
1e etappe (TTT) Tirreno-Adriatico
2e etappe Driedaagse van De Panne-Koksijde
1e, 6e, 12e, 13e en 21e etappe Ronde van Italië
 Puntenklassement Ronde van Italië
 Brits kampioen op de weg, Elite
5e en 13e etappe Ronde van Frankrijk
6e etappe Ronde van Denemarken
4e, 7e en 8e etappe Ronde van Groot-Brittannië
2014 - 12 zeges
5e etappe Ronde van de Algarve
1e (TTT) en 6e etappe Tirreno-Adriatico
1e, 2e, 4e en 8e etappe Ronde van Turkije
 Puntenklassement Ronde van Turkije
1e en 8e etappe Ronde van Californië
4e etappe Ronde van Zwitserland
1e en 2e etappe Ronde van Poitou-Charentes
2015 - 14 zeges
7e etappe Ronde van San Luis
1e en 4e etappe Ronde van Dubai
 Eindklassement Ronde van Dubai
 Puntenklassement Ronde van Dubai
Clásica de Almería
Kuurne-Brussel-Kuurne
1e, 2e en 7e etappe Ronde van Turkije
 Puntenklassement Ronde van Turkije
1e, 2e, 5e en 8e etappe Ronde van Californië
 Puntenklassement Ronde van Californië
7e etappe Ronde van Frankrijk
2016 - 10 zeges
1e etappe Ronde van Qatar
 Eindklassement Ronde van Qatar
2e etappe Ronde van Kroatië
8e etappe Ronde van Californië
1e, 3e, 6e en 14e etappe Ronde van Frankrijk
2e en 4e etappe Ronde van Abu Dhabi
 Puntenklassement Ronde van Abu Dhabi
2017 - 1 zege
1e etappe Ronde van Abu Dhabi
 Puntenklassement Ronde van Abu Dhabi
2018 - 1 zege
3e etappe Ronde van Dubai
2021 - 10 zeges
2e, 3e , 4e en 7e etappe Ronde van Turkije
5e etappe Ronde van België
4e, 6e, 10e en 13e etappe Ronde van Frankrijk
 Puntenklassement Ronde van Frankrijk
Ronde van het Münsterland
2022 - 5 zeges
2e etappe Ronde van Oman
2e etappe Ronde van de Verenigde Arabische Emiraten
Milaan-Turijn
3e etappe Ronde van Italië
 Brits kampioen op de weg, Elite
2023 - 1 zege
21e etappe Ronde van Italië
Ridderronde Maastricht
2024 - 3 zeges
4e etappe Tour Colombia
2e etappe Ronde van Hongarije
5e etappe Ronde van Frankrijk

#### Resultaten in voornaamste wedstrijden
| Jaar | Ronde van Italië | Ronde van Frankrijk | Ronde van Spanje |
| ---- | ---------------- | ------------------- | ---------------- |
| 2007 |                  | opgave              |                  |
| 2008 | 132e (2)         | opgave (4)          |                  |
| 2009 | opgave (4)       | 131e (6)            |                  |
| 2010 |                  | 154e (5)            | 142e (4)         |
| 2011 | opgave (3)       | 130e (5)            | opgave           |
| 2012 | 145e (3)         | 142e (3)            |                  |
| 2013 | 127e (5)         | 148e (2)            |                  |
| 2014 |                  | opgave              |                  |
| 2015 |                  | 142e (1)            |                  |
| 2016 |                  | opgave (4)          |                  |
| 2017 |                  | opgave              |                  |
| 2018 |                  | buiten tijd         |                  |
| 2019 |                  |                     |                  |
| 2020 |                  |                     |                  |
| 2021 |                  | 139e (4)            |                  |
| 2022 | 145e (1)         |                     |                  |
| 2023 | 120e (1)         | opgave              |                  |
| 2024 |                  | 141e (1) (laatste)  |                  |

| Jaar | Milaan-San Remo | Gent-Wevelgem | Ronde van Vlaanderen | Parijs-Roubaix | Kuurne-Brussel-Kuurne | Scheldeprijs |  | WK op de weg |  | Wereldranglijsten |
| ---- | --------------- | ------------- | -------------------- | -------------- | --------------------- | ------------ |  | ------------ |  | ----------------- |
| 2007 |                 |               |                      |                |                       | ↑            |  | opgave       |  | 106e (UPT)        |
| 2008 |                 | 17e           |                      |                |                       | ↑            |  |              |  | 110e (UPT)        |
| 2009 | ↑               | 55e           |                      |                |                       |              |  |              |  | 8e (UWK)          |
| 2010 | 89e             |               | opgave               | opgave         |                       |              |  | opgave       |  | 23e (UWK)         |
| 2011 | 52e             | 60e           | 110e                 |                |                       | ↑            |  | ↑            |  | 28e (UWT)         |
| 2012 | opgave          | 40e           |                      |                | ↑                     |              |  | opgave       |  | 40e (UWT)         |
| 2013 | 9e              | 18e           |                      |                |                       | ↑            |  | opgave       |  | 29e (UWT)         |
| 2014 | 5e              |               |                      |                |                       |              |  |              |  | 58e (UWT)         |
| 2015 | 46e             | opgave        |                      |                | ↑                     |              |  |              |  | 106e (UWT)        |
| 2016 | 110e            |               |                      | 30e            |                       | ↑            |  | ↑            |  | 68e (UWT)         |
| 2017 | 101e            |               |                      |                |                       |              |  |              |  | 200e (UWT)        |
| 2018 | opgave          |               |                      |                |                       |              |  |              |  | 277e (UWT)        |
| 2019 |                 |               |                      |                |                       |              |  |              |  | 2087e (UWR)       |
| 2020 |                 | 74e           | opgave               |                |                       | 143e         |  |              |  |                   |
| 2021 |                 |               |                      |                |                       | ↑            |  | opgave       |  | 32e (UWT)         |
| 2022 |                 |               |                      |                |                       |              |  |              |  | 89e (UWT)         |
| 2023 | 150e            |               |                      |                |                       | ↑            |  |              |  |                   |
| 2024 |                 |               |                      |                |                       |              |  |              |  |                   |

### Resultaten in kleinere rondes
| Jaar | Tour Down Under | Ronde van Qatar | Ronde van Dubai | Ronde van de VAE | Tirreno-Adriatico | Ronde van Californië | Ronde van Catalonië | Ronde van Romandië | Ronde van Zwitserland | Ronde van Polen | Renewi Tour |
| ---- | --------------- | --------------- | --------------- | ---------------- | ----------------- | -------------------- | ------------------- | ------------------ | --------------------- | --------------- | ----------- |
| 2007 |                 |                 |                 |                  |                   |                      | 165e (2)            |                    |                       |                 | 87e (1)     |
| 2008 |                 |                 |                 |                  | 131e              | 55e                  |                     | 113e (1)           |                       |                 |             |
| 2009 |                 | 9e (2)          |                 |                  | 113e (1)          | 63e (2)              |                     | 123e               | 115e (2)              |                 |             |
| 2010 |                 |                 |                 |                  | 154e              | opgave (1)           | opgave (1)          | opgave (1)         | opgave                |                 |             |
| 2011 | 129e            | 38e             |                 |                  | 125e              |                      |                     |                    | 127e                  |                 |             |
| 2012 |                 | 6e (2)          |                 |                  | opgave (1)        |                      |                     | opgave             |                       |                 |             |
| 2013 |                 | ↑ (4)           |                 |                  | opgave            |                      |                     | opgave             |                       |                 |             |
| 2014 |                 |                 | 50e             |                  | 127e (1)          | 78e (2)              |                     |                    | opgave (1)            |                 |             |
| 2015 |                 |                 | ↑ (2)           |                  | opgave            | 67e (4)              |                     |                    | 107e                  |                 |             |
| 2016 |                 | ↑ (1)           | 85e             |                  | 168e              | 118e (1)             |                     |                    |                       |                 |             |
| 2017 |                 |                 | 8e              |                  | opgave            |                      |                     |                    |                       |                 |             |
| 2018 |                 |                 | 12e (1)         |                  | opgave            | 98e                  |                     |                    |                       |                 |             |
| 2019 |                 |                 |                 | 109e             |                   | opgave               |                     |                    |                       | opgave          |             |
| 2020 |                 |                 |                 | 116e             |                   |                      |                     |                    |                       | 137e            | opgave      |
| 2021 |                 |                 |                 |                  |                   |                      |                     |                    |                       |                 |             |
| 2022 |                 |                 |                 | 87e (1)          | 128e              |                      |                     |                    |                       | opgave          |             |
| 2023 |                 |                 |                 | 89e              | 121e              |                      |                     | opgave             |                       |                 |             |
| 2024 |                 |                 |                 | opgave           | opgave            |                      |                     |                    | 137e                  |                 |             |

## Ploegen
- 2005 –  Team Sparkasse (vanaf 8-7)
- 2006 –  Team Sparkasse
- 2006 –  T-Mobile Team (stagiair vanaf 14-8)
- 2007 –  T-Mobile Team
- 2008 –  Team Columbia[a]
- 2009 –  Team Columbia-HTC[b]
- 2010 –  Team HTC-Columbia
- 2011 –  HTC-Highroad
- 2012 –  Sky ProCycling
- 2013 –  Omega Pharma-Quick-Step Cycling Team
- 2014 –  Omega Pharma-Quick-Step Cycling Team
- 2015 –  Etixx-Quick Step
- 2016 –  Team Dimension Data
- 2017 –  Team Dimension Data
- 2018 –  Team Dimension Data
- 2019 –  Team Dimension Data
- 2020 –  Bahrain McLaren
- 2021 –  Deceuninck–Quick-Step
- 2022 –  Quick Step-Alpha Vinyl
- 2023 –  Astana Qazaqstan
- 2024 –  Astana Qazaqstan

1. ↑  Tot juni heette de ploeg Team High Road, maar na het aantrekken van een nieuwe sponsor werd de naam veranderd.
2. ↑  Tot juli heette de ploeg Team Columbia-High Road, maar na het aantrekken van HTC als cosponsor werd de naam veranderd.

## Privéleven
- Cavendish is getrouwd met voormalig page-three girl Peta Todd. Samen hebben ze vier kinderen.
- Eind november 2021 was Cavendish met zijn gezin slachtoffer van een overval in hun huis in Essex.[14]

## Onderscheidingen en eretitels
- In juni 2011 werd Cavendish door koningin Elizabeth II benoemd tot Lid in de Orde van het Britse Rijk.
- Op 22 december 2011 werd Cavendish verkozen tot BBC-Sportpersoonlijkheid van het Jaar 2011 in Groot-Brittannië.
- Op 13 juli 2012 riep L'Équipe Cavendish uit tot beste sprinter ooit in de geschiedenis van de Ronde van Frankrijk.[15]

## Afbeeldingen

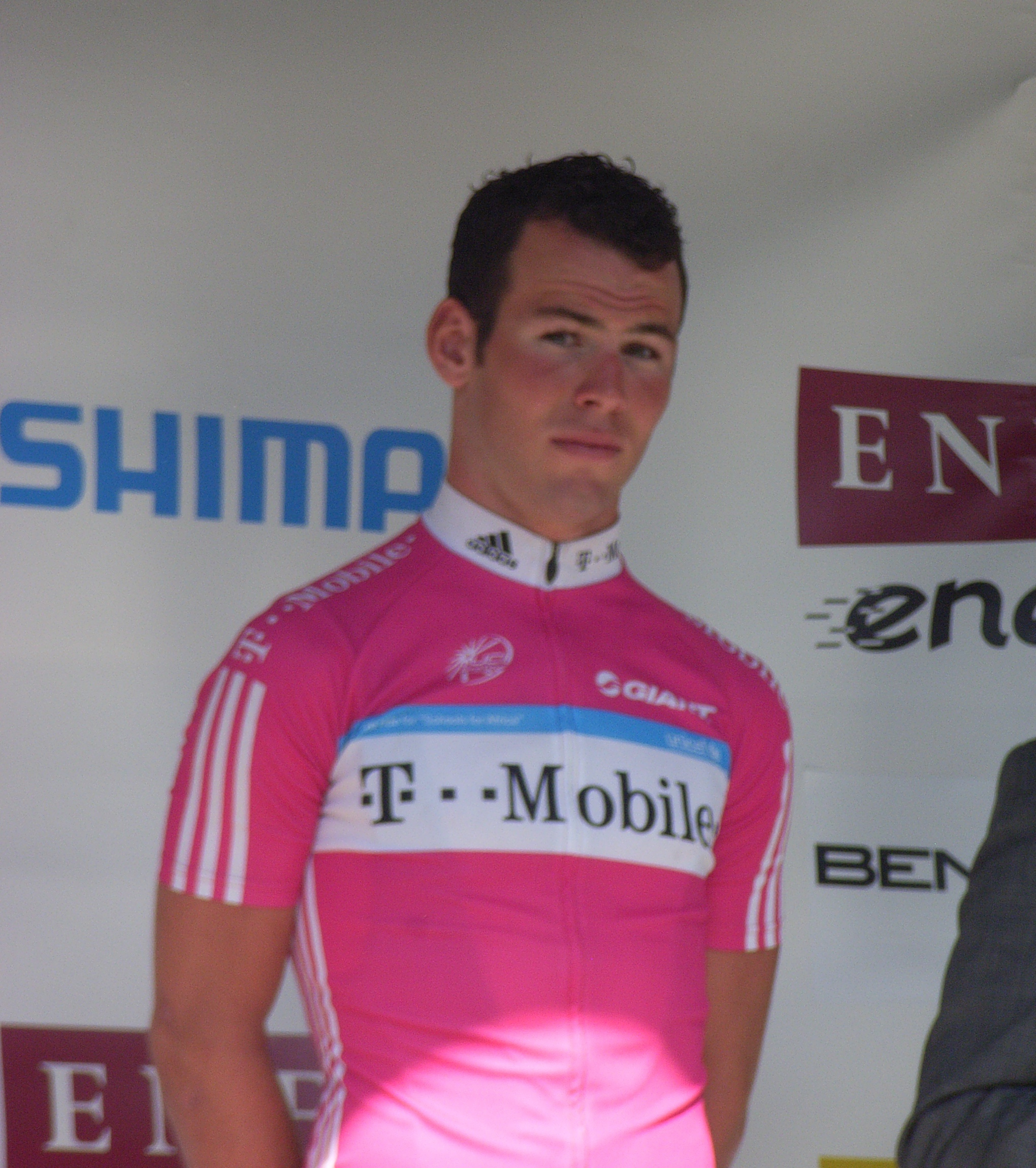
Mark Cavendish bij T-Mobile Team
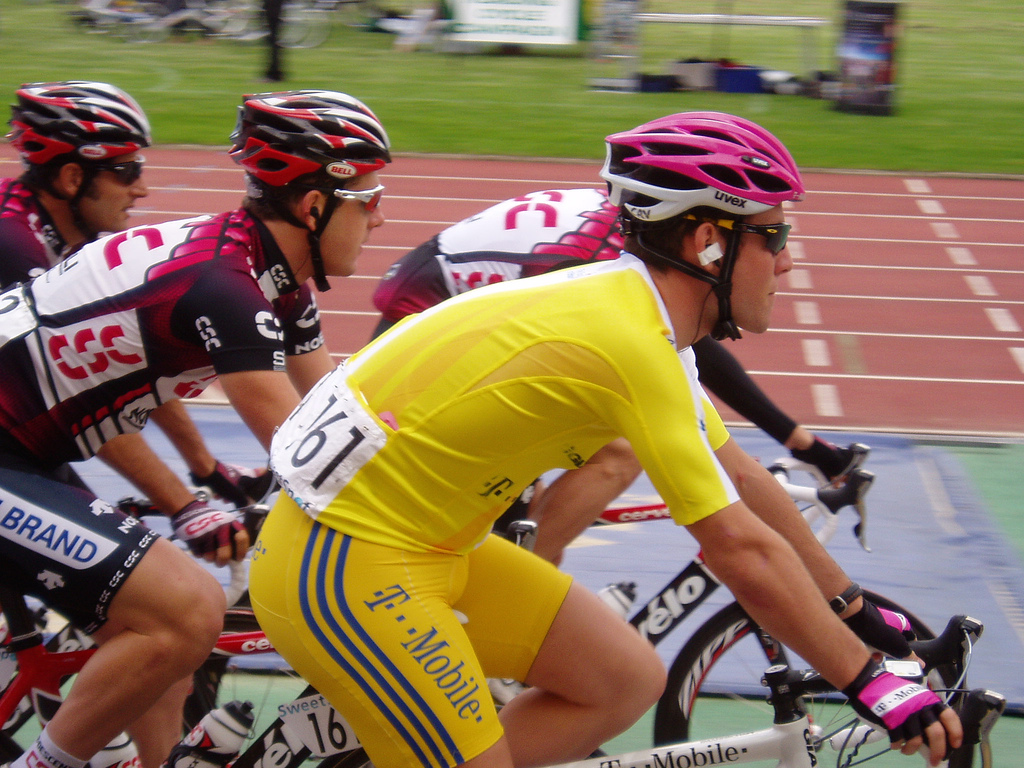
In de gele leiderstrui tijdens de Ronde van Groot-Brittannië 2007
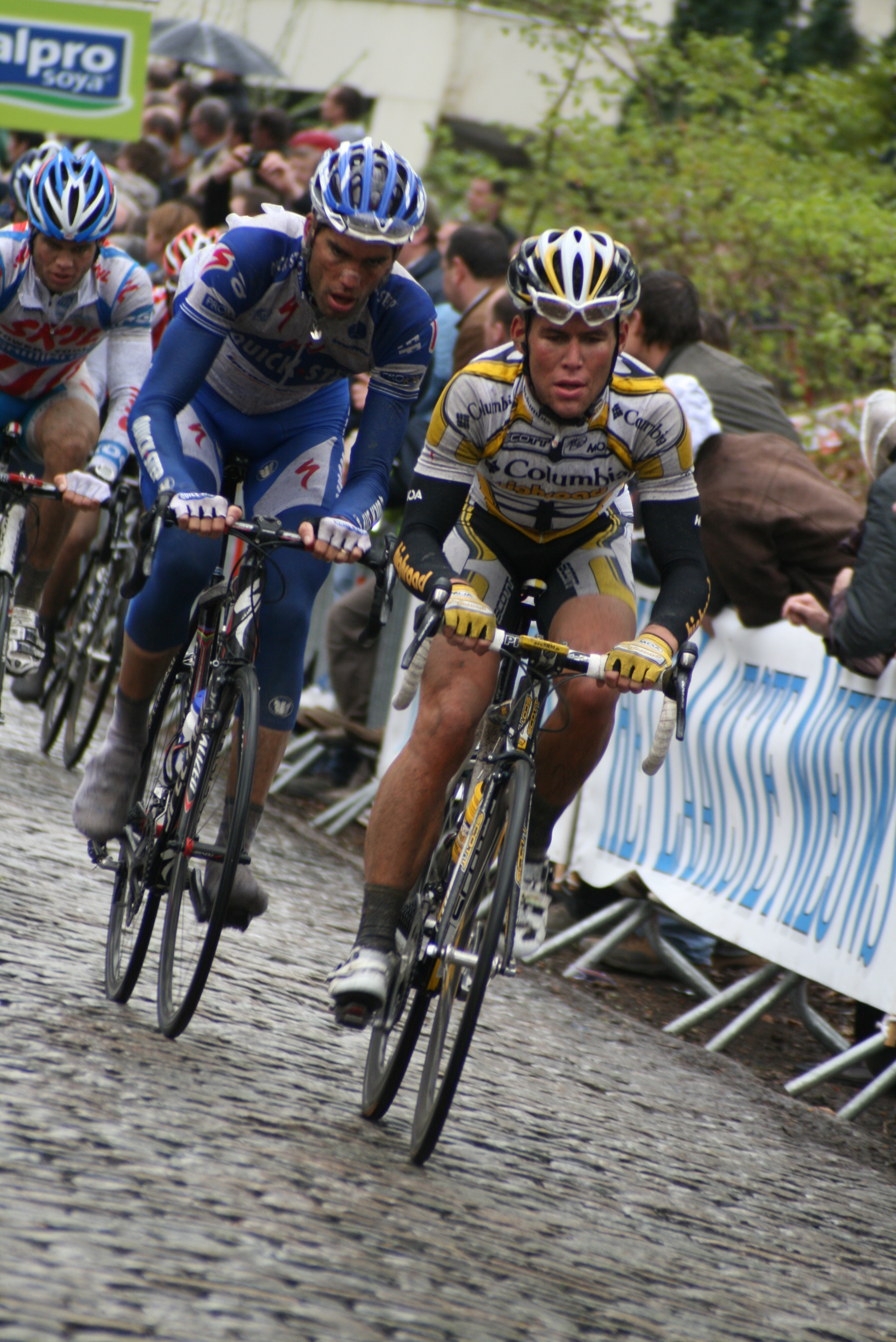
Cavendish op de Kemmelberg tijdens Gent-Wevelgem 2009
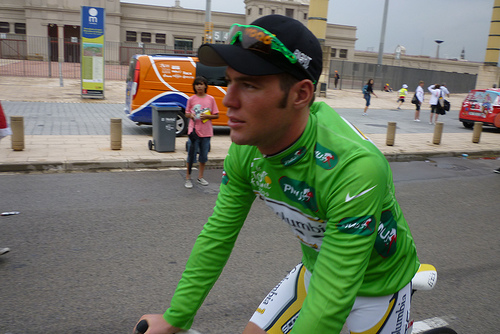
Cavendish in de groene puntentrui tijdens de Ronde van Frankrijk 2009
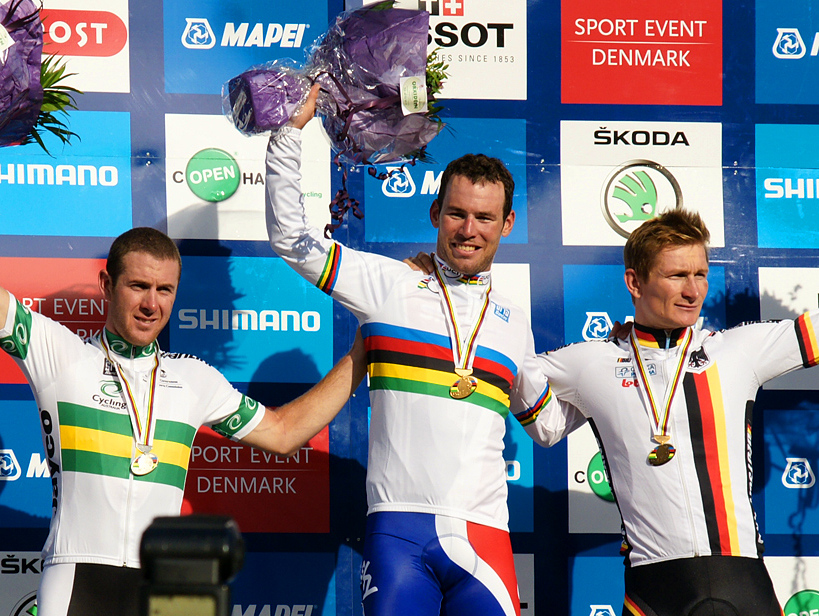
Cavendish als wereldkampioen op het podium in 2011